# Keten (hemija)
Keten je organsko jedinjenje oblika . Termin se takođe koristi specifično za etenon, najmanji keten, gde su R' i R'' atomi vodonika.
Herman Staudinger je prvi studirao ketene kao hemijsku klasu.

## Formiranje
Keteni se mogu pripremiti iz acil hlorida reakcijom eliminacije u kojoj se  gubi:
U ovoj reakciji baza, obično trietilamin, uklanja kiselinski proton alfa karbonilne grupe, čime se indukuje formiranje ugljenik-ugljenik dvostruke veze i gubitak jona hlora.
Keteni isto tako mogu da se formiraju iz α-diazoketona putem Volfovog preuređenja.
Fenilacetatna kiselina u prisustvu baze gubi vodu i formira se fenilketen usled visoke kiselost alfa protona.
Keteni se mogu formirati pirolizom (termičkim krakingom) acetona:
Ova reakcija se naziva Šmidlinova sinteza ketena.